# Paphinia dunstervillei
Espèce
Paphinia dunstervillei Dodson & G.A.Romero est une espèce d'orchidée appartenant à la sous-tribu des Stanhopeinae, endémique du Venezuela.
Plante découverte par Dunsterville en 1969 sur le fleuve Sipapo en Amazonie vénézuélienne, elle poussait à même le sol de la forêt. De récentes découvertes en Équateur ont prouvé qu’il s’agissait d’une espèce différente de Paphinia cristata. La publication de 1991 sous le nom Paphinia dunstervillei Dodson & Neudecker, Die Orchidee 42 (1), 47, (1991) a été invalidée car la description citait 2 dessins comme holotype (1 seul réglementaire).

## Étymologie
Nom donné en hommage à Galfrid Clement Keyworth Dunsterville (1905-1988), ingénieur britannique de la compagnie pétrolière Shell, orchidophile et spécialiste des orchidées vénézuéliennes et inventeur de Paphinia dunstervillei en 1969.

## Synonyme
- Paphinia dunstervillei Dodson & Neudecker, Die Orchidee 42 (1), 47, (1991).

## Diagnose
Affinis Paphiniae cristatae Lindl., sed habitu terrestri, inflorescentia erecta et pilis binis in basi labelli diversa.
- Dodson & G.A. Romero. American Orchid Society Bulletin 62(9): 899. 1993.

## Répartition et biotope
Le spécimen type provient de Caño Ucata, dans le département d'Atures, province d'Amazonas au Venezuela. Le taxon est connu seulement sur 2 sites dans le massif vénézuélien de l’Atabapo-Sipapo.

## Culture
Aucune information.